# Lhotse Medio
El Lhotse Medio es un subpico del Lhotse, montaña que se encuentra en la subcordillera del Mahalangur Himal en el Himalaya, y fue el último ochomil en ser escalado. Es un agudo y dentado pico que se eleva a 8410 metros (27 590 pies) de altura, y es el pico más difícil de los ochomiles para escalar, excediendo incluso al Kangchenjunga, el K2 y el Lhotse Shar. Debido a que su prominencia topográfica es tan solo de 60 metros, no se clasifica como una montaña separada.

## Primer ascenso
El Lhotse Medio fue escalado por primera vez en 2001 por tres grupos de escaladores rusos. En aquel entonces, era la última cumbre de los ochomiles con nombre sin haber sido escalada.
La expedición de 2001 no fue la primera a dicho pico; la idea de escalarlo fue originalmente de Vladímir Bashkirov (quien falleció en una expedición en 1997).
Detalles del equipo a la cumbre:
- 23 de mayo - primer grupo: Alekséi Bolotov, Serguéi Timofeev, Yevgueni Vinogradski, y Piotr Kuznetsov
- 24 de mayo - segundo grupo: Nikolái Zilin, Gleb Sokolov (primera persona en haber escalado todos los picos del Lhotse), y Yuri Koshelenko
- 27 de mayo - tercer grupo: Vladímir Yanochkin y Víktor Volodin